# Vụ ám sát bất thành Donald Trump
Vào ngày 13 tháng 7 năm 2024 theo giờ địa phương, cựu tổng thống thứ 45 của Hoa Kỳ Donald Trump đã sống sót sau một nỗ lực ám sát khi đang phát biểu tại một cuộc vận động tranh cử ngoài trời gần Butler, Pennsylvania. Trump bị bắn và bị thương ở phần phía bên tai phải trong một vụ xả súng được thực hiện bởi Thomas Matthew Crooks, 20 tuổi, sống ở Bethel Park, Pennsylvania, trong một cuộc mít-tinh được tổ chức tại một khu triển lãm ở Xã Connoquenessing, phía tây Butler, Pennsylvania. Trump bị bắn và bị thương do mảnh thủy tinh ở tai trên bên phải trước khi được các nhân viên Cơ Quan Mật vụ Hoa Kỳ bao vây và đưa đến một chiếc xe. Trong thời gian xảy ra vụ nổ súng, đã có 2 người thiệt mạng, 5 người bị thương (trong đó có Trump).
Cơ quan thực thi pháp luật và các nhân chứng cho biết Crooks đã trèo lên mái nhà bên ngoài địa điểm tổ chức cuộc mít-tinh và bắn tám viên đạn bằng khẩu súng trường bắn tự động kiểu AR-15, trước khi bị một tay bắn tỉa thuộc Đội phản công của Cơ quan Mật vụ tiêu diệt. Video cho thấy Trump bịt tai và ẩn núp sau bục phát biểu, nơi các mật vụ đã che chắn cho ông cho đến khi kẻ nổ súng bị tiêu diệt. Phóng viên ảnh Evan Vucci của Associated Press đã chụp được hình ảnh Trump đầy máu đang giơ nắm đấm lên không trung và nói từ "Chiến đấu!" khi các mật vụ hộ tống ông ra khỏi sân khấu; những hình ảnh này đã lan truyền trên mạng xã hội. Trump đã được đưa đến bệnh viện, điều trị và xuất viện trong tình trạng ổn định vào cuối ngày hôm đó. Ông đã xuất hiện trước công chúng lần đầu tiên sau vụ nổ súng hai ngày sau đó tại Đại hội toàn quốc của Đảng Cộng hòa năm 2024 ở Milwaukee, Wisconsin.
Giám đốc Cơ quan Mật vụ, Kimberly Cheatle, đã từ chức mười ngày sau đó, sau những chỉ trích rộng rãi về những sơ suất an ninh tại cuộc vận động và lời khai của bà trước Quốc hội. Tổng thống Joe Biden đã ra lệnh xem xét độc lập các biện pháp an ninh. Biden cũng lên án bạo lực và kêu gọi giảm bớt những lời lẽ chính trị gay gắt, nhấn mạnh tầm quan trọng của việc giải quyết những bất đồng chính trị một cách hòa bình. Thông tin sai lệch và các thuyết âm mưu nhanh chóng lan truyền trên mạng xã hội sau vụ xả súng. Các nhà lập pháp kêu gọi tăng cường an ninh cho các ứng cử viên chính trong cuộc bầu cử.

## Bối cảnh
Sau khi cựu tổng thống Donald Trump được coi là  người được đề cử bởi Đảng Cộng hòa cho chức tổng thống Hoa Kỳ 2024. Vào ngày 3 tháng 7, 2024, có thông báo rằng Trump sẽ tổ chức một cuộc mít tinh tại Butler Farm Show Grounds (Khu triển lãm trang trại Butler) giữa xã Connoquenessing và Meridian gần Butler, Pennsylvania, vào ngày 13 tháng 7, 2024. Cuộc mít-tinh là một phần trong chiến dịch tranh cử tổng thống 2024 của ông, nhằm mục đích tăng số phiếu bầu cũng như để chiến thắng bang được coi là dao động Pennsylvania, tiểu bang này có 19 phiếu bầu trong Đại cử tri đoàn. Một nỗ lực bạo lực trước đó nhằm vào Trump trong một trong những cuộc mít tinh của ông đã xảy ra vào năm 2016, khi một người đàn ông cố gắng giật súng của một nhân viên an ninh tại một cuộc mít tinh bên ngoài Las Vegas.
Vào ngày 10 tháng 7, một nhóm tiền trạm bắt đầu chuẩn bị cho cuộc mít-tinh, bao gồm cả việc lắp đặt máy phát điện trên một cánh đồng rộng mở. David McCormick, ứng cử viên của Đảng Cộng hòa trong cuộc bầu cử Thượng viện Hoa Kỳ đồng thời của tiểu bang, đã được mời lên sân khấu trong cuộc mít-tinh để tăng sự ủng hộ cho chiến dịch của mình. Đại diện Hoa Kỳ Mike Kelly cho biết ông đã liên hệ với chiến dịch tranh cử của Trump để đề xuất tổ chức cuộc mít tinh ở một khu vực có thể chứa được nhiều người hơn Butler Farm Show Grounds và phản hồi của họ là "Chúng tôi đánh giá cao ý kiến đóng góp của bạn nhưng chúng tôi đã quyết định rồi".
Vụ xả súng xảy ra hai ngày trước Đại hội toàn quốc của Đảng Cộng hòa, được tổ chức vào ngày 15 tháng 7 năm 2024 tại Milwaukee, Wisconsin.
Những người tham dự các cuộc mít tinh của Trump được kiểm tra các vật phẩm bị cấm, bao gồm cả vũ khí. Mật vụ thường xuyên kiểm tra và giám sát các tòa nhà và doanh nghiệp gần đó, bao gồm các công trình bên ngoài chu vi an ninh. Sự kiện này có lực lượng an ninh đồn trú ở một khu vực bên ngoài, do cảnh sát tiểu bang tuần tra và một chu vi bên trong, giam giữ các đặc vụ Mật vụ. Ngoài ra, bốn đội chống bắn tỉa riêng biệt được phân công đến sự kiện, hai đội từ Mật vụ và hai đội từ cơ quan thực thi pháp luật địa phương. Một trong những đội này, bao gồm ba tay súng bắn tỉa (sĩ quan SWAT địa phương Greg Nicol, thành viên đội SWAT từ Quận Beaver Jason Woods và một tay súng thứ ba từ đội SWAT của Quận Butler), được phân công vào bên trong tòa nhà AGR.
Cảnh sát Tiểu bang Pennsylvania, đóng vai trò là cơ quan thực thi pháp luật của xã Connoquenessing, cũng tham gia vào các vấn đề an ninh. Cảnh sát Xã Butler được giao nhiệm vụ tuần tra giao thông. Cục Điều tra Liên bang không có thông tin về bất kỳ mối đe dọa cụ thể nào trước sự kiện. Mật vụ đã tăng cường lực lượng an ninh của Trump trong những tuần trước do thông tin tình báo cho biết Iran đang âm mưu ám sát Trump, khiến Mật vụ phải tăng cường các biện pháp an ninh trước khi xảy ra sự cố. Quyền Bộ trưởng Ngoại giao Iran đã phủ nhận tuyên bố này.

## Vụ xả súng
Vào ngày 7 tháng 7 năm 2024, Thomas Matthew Crooks đã đến thăm khuôn viên Butler Farm Show, địa điểm diễn ra cuộc vận động tranh cử trong tương lai do Trump công bố bốn ngày trước đó. Ông đã dành 20 phút ở đó và đăng ký tham dự cuộc vận động. Vào ngày 12 tháng 7, Crooks đã đến một trường bắn và luyện tập với khẩu súng trường của mình, một khẩu súng trường kiểu AR-15 do DPMS Panther Arms sản xuất với nòng dài 16 inch (41 cm), sử dụng đạn 5,56×45mm NATO, mà ông đã mua từ cha mình.
Vào ngày 13 tháng 7, ngày xảy ra vụ ám sát, Crooks đã mua một chiếc thang dài năm feet (1,5 mét) trước khi lái xe đến địa điểm biểu tình vào buổi sáng. Theo ABC, một nhóm sĩ quan SWAT của Quận Beaver, được giao nhiệm vụ hỗ trợ Mật vụ, đã chiếm giữ vị trí của mình tại chu vi an ninh vào giữa buổi sáng. Crooks rời khỏi địa điểm biểu tình và mua 50 viên đạn từ một cửa hàng súng, trước khi lái xe trở lại cuộc biểu tình lúc 3:35 chiều theo giờ miền Đông Hoa Kỳ, được trang bị súng trường và một thiết bị nổ trong cốp xe. Crooks không phải trải qua quá trình kiểm tra an ninh vì anh ta đã ở bên ngoài chu vi an ninh của Mật vụ trong suốt cuộc mít tinh. Vào khoảng 3:50 chiều, Crooks đã lái một máy bay không người lái trong khoảng 11 phút, cho thấy cảnh tượng đằng sau vị trí nổ súng cuối cùng của anh ta.
Vào lúc 4:26 chiều, một lính bắn tỉa phản công của lực lượng thực thi pháp luật địa phương đã kết thúc ca làm việc của mình và phát hiện ra Crooks xung quanh nhà kho AGR International cực nam, nơi các lính bắn tỉa phản công của cảnh sát đang bố trí. Lính bắn tỉa phản công đã nhắn tin cho các đồng nghiệp của mình về Crooks, lưu ý rằng anh ta có thể biết về sự hiện diện của cảnh sát bên trong tòa nhà. Tờ New York Times đã mô tả lại các tin nhắn văn bản này như gợi ý rằng Crooks đã khơi dậy sự nghi ngờ của cảnh sát hơn 90 phút trước vụ nổ súng. Vào lúc 5:14 chiều, một trong những lính bắn tỉa phản công vẫn còn trong tòa nhà đã nhìn thấy Crooks ngay bên dưới nhà kho và chụp ảnh anh ta. Lính bắn tỉa phản công đã nhìn thấy anh ta "đang thăm dò" mái nhà của tòa nhà và mang theo một máy đo khoảng cách chơi gôn, điều này đặc biệt khiến các sĩ quan cảnh sát lo lắng. Lính bắn tỉa phản công đã nhắn tin hình ảnh của Crooks cho các thành viên khác của lực lượng thực thi pháp luật trước khi ra ngoài để tìm anh ta và giữ liên lạc trực quan trong khi lực lượng hỗ trợ đến. Crooks đã chạy khỏi vị trí của mình và trốn thoát khỏi cuộc tìm kiếm có sự tham gia của bốn cảnh sát địa phương khác. Các nhân viên thực thi pháp luật đã phát hiện ra Crooks từ 20 đến 30 phút trước vụ nổ súng. Nhiều nhân viên thực thi pháp luật địa phương đã xác định được Crooks và tin rằng anh ta có thể đã hành động đáng ngờ gần các máy dò vũ khí từ kế của sự kiện; họ đã bày tỏ sự nghi ngờ của mình qua radio và Cơ quan Mật vụ đã được thông báo về điều này tại một thời điểm nào đó.
Trump lên sân khấu vào khoảng 6:03 chiều. Vào lúc 6:05 chiều, ông bắt đầu phát biểu.
Vào lúc 6:06 chiều, Crooks trèo lên một máy điều hòa không khí để lên mái nhà cực bắc của khu phức hợp AGR International, thay vì sử dụng thang của mình. Anh ta đi bộ qua một loạt các mái nhà được kết nối với nhau để đến vị trí bắn cuối cùng của mình trên mái nhà cực nam, giữa 400 feet (120 mét) và 450 feet (140 mét) về phía bắc của sân khấu địa điểm. Tòa nhà có ba cảnh sát bắn tỉa được giao nhiệm vụ bảo vệ cuộc biểu tình, nhưng vì thiếu nhân sự nên không ai trong số họ ở trên mái nhà. Một số người chứng kiến một người trên mái nhà mang theo một khẩu súng trường và đã báo cho cảnh sát về người này vài phút trước khi những phát súng nhắm vào Trump.
Độ nghiêng của mái nhà mà Crooks đã ở có thể đã ngăn cản các tay súng bắn tỉa của Sở Mật vụ nhìn thấy anh ta khi anh ta bò vào vị trí bắn; tầm nhìn của đội bắn tỉa phía bắc về vị trí của Crooks cũng bị cây cối che khuất. Sử dụng mô phỏng ba chiều về vụ nổ súng, tờ New York Times đưa tin rằng "tay súng phần lớn được che giấu bởi hai cái cây và độ dốc của mái nhà kho, nơi anh ta dùng làm chỗ đậu."

Vào lúc 6:08 chiều, một cảnh sát địa phương đã báo cáo qua radio, "Có người trên mái nhà". Đoạn phim quay bằng camera đeo trên người của cảnh sát đã tiết lộ rằng, tại thời điểm này, một hoạt động tìm kiếm đã bắt đầu, trong đó ít nhất bốn cảnh sát Pennsylvania tập trung vào mái nhà nơi Crooks đang ở và khu vực xung quanh, cố gắng tiếp cận Crooks. Được một cảnh sát khác kéo lên, một cảnh sát của Butler Township đã cố gắng trèo lên mái nhà của tòa nhà để tìm kiếm người đàn ông được báo cáo. Crooks phát hiện ra cảnh sát khi tay của cảnh sát đang bám vào mép mái nhà và chĩa súng trường vào cảnh sát, lúc đó cảnh sát buông tay, rơi xuống đất 8 feet (2,4 m) và bị thương nặng ở mắt cá chân. Theo ABC, cuộc chạm trán này xảy ra khoảng 40 giây trước khi Crooks nổ súng, là "lần đầu tiên bất kỳ lực lượng thực thi pháp luật nào nhìn thấy người trên mái nhà có súng". 

Sơ đồ bản đồ minh họa vị trí gần đúng của Thomas Matthew Crooks (màu đỏ), Donald Trump (màu đen) và Đội phản công của Cơ quan Mật vụ (màu xanh)

Crooks đã thực hiện vụ nổ súng ngay sau cuộc đối đầu với cảnh sát. Vài phút sau bài phát biểu của Trump, bắt đầu từ 6:11:33 chiều, Crooks đã bắn tám phát súng vào cuộc vận động, bắn trúng Trump và ba người tham gia cuộc biểu tình, một người tử vong, trước khi bị một tay bắn tỉa của Sở Mật vụ giết chết vài giây sau đó. Khi nghe thấy tiếng súng, những người tham dự cuộc biểu tình hét lên "Cúi xuống!" Đoạn phim quay bằng camera đeo trên người của cảnh sát đã ghi lại được chuyển động và phản ứng của một số quan chức thực thi pháp luật tại cuộc biểu tình đối với mối đe dọa được phát hiện trên nóc tòa nhà, mà sau này BBC mô tả là "khoảnh khắc thất vọng, bối rối và hiểu lầm". Hai phát súng đã được lực lượng thực thi pháp luật bắn về phía Crooks. Phát súng đầu tiên, do một thành viên của Đơn vị Dịch vụ Khẩn cấp của Quận Butler bắn sáu giây sau khi Crooks bắn phát súng đầu tiên, khiến Crooks ngừng bắn và thay đổi vị trí. Nằm trên một tòa nhà phía sau vai trái của Trump, một đội bắn tỉa phản công của Sở Mật vụ đã quay mặt về một hướng khác và định hướng lại về phía Crooks; trước khi Crooks có thể tiếp tục bắn, một thành viên của đội đã bắn chết Crooks 16 giây sau phát súng đầu tiên của Crooks.
Các viên chức thực thi pháp luật địa phương khác đã xác định Crooks và cảm thấy rằng anh ta có thể đã hành động đáng ngờ gần các máy đo từ trường của sự kiện; họ đã bày tỏ sự nghi ngờ của mình qua radio và cùng với Cơ quan Mật vụ, để mắt đến Crooks. Khi tiếng súng vang lên, những người tham dự cuộc biểu tình đã hét lên "Cúi xuống!".
Trump nói rằng việc trưng bày một biểu đồ lớn mô tả số liệu thống kê về nhập cư đã cứu mạng ông. Ngay trước phát súng đầu tiên, ông quay về phía biểu đồ và chỉ vào nó. Trump nói, "Nếu tôi không chỉ vào biểu đồ đó và quay đầu lại nhìn, viên đạn đó đã bắn trúng đầu tôi rồi."
When I rose surrounded by Secret Service, the crowd was confused because they thought I was dead. And there was great, great sorrow. I could see that on their faces as I looked out. They didn't know I was looking out, they thought it was over. But I could see it, I wanted to do something to let 'em know I was ok. I raised my right arm, looked at the thousands and thousands of people who were breathlessly waiting and started shouting, Fight! Fight! Fight!

Khi tôi đứng dậy, xung quanh là Mật vụ, đám đông hoang mang vì họ nghĩ tôi đã chết. Và có một nỗi buồn vô cùng, vô cùng lớn. Tôi có thể thấy điều đó trên khuôn mặt họ khi tôi nhìn ra ngoài. Họ không biết tôi đang nhìn ra ngoài, họ nghĩ rằng mọi chuyện đã kết thúc. Nhưng tôi có thể thấy điều đó, tôi muốn làm điều gì đó để họ biết rằng tôi vẫn ổn. Tôi giơ cánh tay phải lên, nhìn hàng ngàn người đang nín thở chờ đợi và bắt đầu hét lên, Chiến đấu! Chiến đấu! Chiến đấu!— Donald Trump

Viên đạn bắn vào tai phải của Trump, ông đã cúi xuống. Sau khi kẻ tấn công được tuyên bố "ngã xuống", các mật vụ lao về phía Trump và che chắn cho ông, sau khoảng 25 giây nằm trên mặt đất. Ông đưa tay lên tai trước khi nằm xuống bục phát biểu phía sau bục để ẩn nấp, sau đó nói với Robert F. Kennedy, Jr. rằng viên đạn nghe giống như "con muỗi lớn nhất thế giới". Trump đứng dậy với khuôn mặt đầy máu. Ông yêu cầu các mật vụ để ông lấy giày. Theo Trump, các mật vụ "đánh tôi mạnh đến nỗi giày của tôi rơi ra và giày của tôi chật". Họ cũng đề nghị đưa ông lên cáng, nhưng ông từ chối. Một người đọc khẩu hình cho biết Trump đã nói "Cái gì? Mặt tôi có máu à?", cho thấy có người đã nói với ông rằng ông đang chảy máu, Khi bị đưa khỏi sân khấu, Trump bảo các mật vụ, sau đó giơ nắm đấm lên trước đám đông cùng với tiếng nói "Fight! Fight! Fight!" (Chiến đấu! Chiến đấu! Chiến đấu!) với tiếng reo hò và hô vang "USA" của đám đông. Sau đó, ông được hộ tống lên một chiếc xe và đưa đến Bệnh viện Tưởng niệm Butler gần đó.

### Dòng thời gian
| Thời gian (EDT)   | Sự kiện |
| ----------------- | --- |
| Khoảng 9:30 a.m.  | Thomas Matthew Crooks mua một chiếc thang từ cửa hàng Home Depot ở Bethel Park. |
| Khoảng 10:00 a.m. | Crooks lái xe đến Khu triển lãm trang trại Butler, địa điểm tổ chức cuộc đua và ở lại đó lâu hơn một giờ một chút. |
| Khoảng 11:10 a.m. | Crooks lái xe trở lại Bethel Park và mua 50 viên đạn từ Allegheny Arms & Gun Works. |
| Khoảng 3:35 p.m.  | Crooks lại đến địa điểm vận động. |
| Khoảng 3:50 p.m.  | Crooks lái máy bay không người lái trong khoảng 11 phút, cho thấy quang cảnh phía sau vị trí nổ súng cuối cùng của Crooks. |
| 4:26 p.m.         | Sau khi một cảnh sát bắn tỉa địa phương đóng tại kho của AGR International kết thúc ca làm việc và phát hiện ra Crooks khi anh ta rời đi, anh ta thông báo cho những cảnh sát bắn tỉa khác trong kho rằng Crooks đã nhìn thấy anh ta rời khỏi kho và có thể biết rằng lực lượng thực thi pháp luật đang đóng bên trong. |
| 5:06 p.m.         | Crooks đã bị một người dân quay phim đám đông hai lần bên ngoài khu vực được bảo vệ. |
| 5:14 p.m.         | Cảnh sát đã chụp ảnh Crooks hai lần gần máy đo từ trường, sau khi đánh giá anh ta có hành động đáng ngờ. Điều này được báo cáo cho Cơ quan Mật vụ qua radio, nhưng họ không phát hiện ra anh ta. |
| 5:38 p.m.         | Những bức ảnh chụp Crooks khi anh sử dụng máy đo khoảng cách được chia sẻ giữa các thành viên Đơn vị Dịch vụ Khẩn cấp Beaver Country. |
| 5:44 p.m.         | Một cảnh sát của Tiểu bang Pennsylvania, ở trong một xe kéo cách địa điểm tổ chức cuộc biểu tình khoảng 300 yard, được thông báo về Crooks qua cuộc gọi từ Ed Lenz, chỉ huy chiến thuật của đơn vị cơ động Quận Butler. Sau đó, Lenz nhắn tin một bức ảnh của Crooks cho cảnh sát. |
| 5:51 p.m.         | Cảnh sát tiểu bang Pennsylvania chuyển tiếp hình ảnh của Crooks cho các đồng nghiệp Cơ quan Mật vụ trong đoạn giới thiệu. |
| 5:52 p.m.         | Mật vụ thông báo cho đội chống bắn tỉa và các đặc vụ phản ứng về một người khả nghi có máy đo khoảng cách trên mặt đất. Các lính chống bắn tỉa của Mật vụ phát hiện ra Crooks. |
| 5:54 p.m.         | Lenz báo cáo với nhân viên kiểm soát giao thông rằng đơn vị của anh đã mất dấu Crooks. |
| 6:02 p.m.         | Khi Donald Trump chuẩn bị bước lên sân khấu, một tay bắn tỉa của Quận Beaver đã phát hiện ra Crooks, người đang đi với một chiếc ba lô vào ngõ cụt giữa các tòa nhà AGR ở cực bắc. |
| 6:03 p.m.         | Donald Trump bước lên sân khấu. |
| 6:05:12 p.m.      | Trump bắt đầu phát biểu. |
| 6:06 p.m.         | Crooks trèo lên một máy điều hòa không khí để leo lên mái tòa nhà AGR International trong khi cảnh sát đang tìm kiếm hắn dưới mặt đất. |
| 6:08:21 p.m.      | Khi Crooks đi qua một loạt mái nhà thông nhau để đến nhà kho cực nam của khu phức hợp AGR International, một cảnh sát địa phương báo cáo qua radio, "Có người trên mái nhà". Ít nhất bốn cảnh sát Pennsylvania bắt đầu nỗ lực tiếp cận Crooks. |
| Khoảng 6:09 p.m.  | Một số người qua đường phát hiện một người mang theo súng trường trên mái nhà ở xa và báo cáo vụ việc với cảnh sát. |
| 6:10:55 p.m.      | Được một cảnh sát khác kéo lên, một cảnh sát của Butler Township cố gắng trèo lên nóc tòa nhà nơi Crooks đang ở. Crooks chĩa súng trường vào cảnh sát, và cảnh sát thả tay ra, ngã xuống đất từ độ cao 8 feet (2,4 m) và bị thương nặng ở mắt cá chân; camera đeo trên người của cảnh sát đã ghi lại sự việc. Cảnh sát báo cáo qua radio rằng Crooks được trang bị một "súng dài". Lenz yêu cầu triển khai lực lượng phản ứng nhanh của Quận Butler, đóng gần khu phức hợp AGR International. |
| 6:11:33 p.m.      | Ngay sau cuộc chạm trán với lực lượng thực thi pháp luật, Crooks bắt đầu bắn tám phát vào địa điểm diễn ra cuộc mít tinh. Trump dừng bài phát biểu giữa chừng khi những phát súng được bắn ra. |
| 6:11:34 p.m.      | Trump đưa tay lên tai phải. Crooks bắn thêm hai phát nữa. |
| 6:11:35 p.m.      | Trump cúi xuống bục phát biểu phía sau bục để ẩn nấp khi các mật vụ bắt đầu di chuyển về phía bục phát biểu để bao vây ông. |
| 6:11:37 p.m.      | Crooks bắn thêm năm phát nữa. Một phát bắn ra ngoài được bắn bởi một thành viên của Đơn vị Dịch vụ Khẩn cấp của Quận Butler. Crooks ngừng bắn và thay đổi vị trí. |
| 6:11:49 p.m.      | Sau khi một nhóm lính bắn tỉa của Sở Mật vụ, đóng quân trên một tòa nhà phía sau vai trái của Trump, chuyển hướng về phía Crooks, một thành viên của nhóm đã bắn chết Crooks. |
| 6:12:25 p.m.      | Các mật vụ nâng Trump lên, chuẩn bị đưa ông ra khỏi sân khấu. |
| 6:12:33 p.m.      | Trump yêu cầu các mật vụ đợi trong khi ông lấy giày. |
| 6:12:47 p.m.      | Các mật vụ bắt đầu hộ tống Trump ra khỏi sân khấu trong khi Trump giơ nắm đấm về phía đám đông và bắt đầu hô to "Chiến đấu! Chiến đấu! Chiến đấu!" |
| 6:14 p.m.         | Trump được hộ tống đến xe và đưa đến Bệnh viện Butler Memorial (BMH) gần đó để kiểm tra. |
| 6:40 p.m.         | Phòng cấp cứu của BMH đã được dọn sạch và Trump bắt đầu được điều trị. |
| 6:51 p.m.         | Chiến dịch tranh cử của Trump đưa ra tuyên bố mô tả Trump "ổn" khi ông đang được đánh giá tại một bệnh viện gần đó. |
| 8:42 p.m.         | Trump đăng một tuyên bố trên Truth Social về vụ ám sát. |
| 8:53 p.m.         | Đoàn xe hộ tống của Trump rời BMH, hướng đến Sân bay quốc tế Pittsburgh (PIT). |
| 10:49 p.m.        | Đoàn xe hộ tống của Trump đến PIT. Trump bị "giữ nguyên vị trí" tại sân bay. |
| 11:21 p.m.        | Trump rời PIT trên chuyến bay hướng đến Sân bay quốc tế Newark Liberty. |

## Các nạn nhân khác

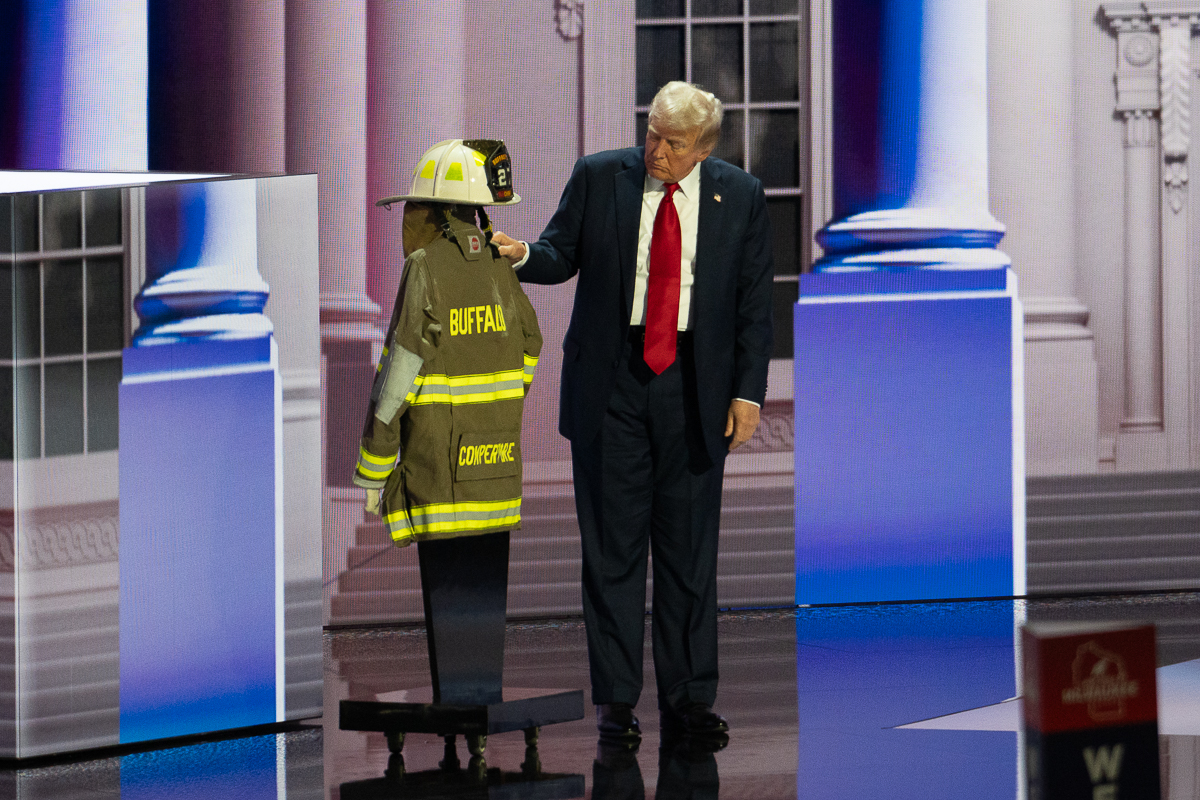
Trump đứng cạnh bộ đồng phục cứu hỏa của Corey Comperatore trong bài phát biểu nhận giải ngày 18 tháng 7 tại Đại hội toàn quốc của Đảng Cộng hòa năm 2024

Ngoài Trump ra, ba người khác bị trúng đạn, họ đều được xác định là nam giới. Một trong số đó, Corey Comperatore, 50 tuổi, từ Sarver, Pennsylvania, đã thiệt mạng do súng bắn, và hai người kia bị thương nặng. Comperatore làm việc là một kỹ sư dự án và công cụ và là một lính cứu hỏa tình nguyện ở xã Buffalo. Theo gia đình ông và thống đốc Pennsylvania Josh Shapiro, ông đã chết khi che chắn cho các con gái của mình khỏi tiếng súng.
Hai khán giả khác—David Dutch, 57 tuổi đến từ New Kensington, Pennsylvania và James Copenhaver, 74 tuổi đến từ Xã Moon, Pennsylvania—đã bị bắn và bị thương nặng. Cả hai đều được liệt kê là đều trong tình trạng ổn định vào ngày hôm sau. Nạn nhân 57 tuổi đã được xuất viện vào ngày 24 tháng 7; nạn nhân 74 tuổi đã được xuất viện vào ngày 26 tháng 7.
Đại diện Hoa Kỳ Ronny Jackson sau đó nói với Fox News rằng cháu trai của ông đã bị bắn vào cổ, và được nhân viên y tế tại hiện trường điều trị.
Bốn cảnh sát Pittsburgh chỉ cách Trump vài feet đã bị thương nhẹ do mảnh vỡ bay ra khi đạn bắn trúng các vật thể gần đó.

## Thủ phạm
Thomas Matthew Crooks (sinh 20 tháng 9, 2003 – 13 tháng 7, 2024), đến từ Bethel Park, Pennsylvania, cách địa điểm xảy ra vụ nổ súng một giờ lái xe, Crooks là một đảng viên Cộng hòa đã đăng ký và việc đăng ký cử tri của Crooks có hiệu lực từ 28 tháng 9, 2021, tháng ông tròn 18 tuổi. Crooks đã đóng góp một khoản quyên góp chiến dịch là 15 đô la cho một nhóm cử tri đi bỏ phiếu, Dự án Cử tri Đi bỏ phiếu Tiến bộ vào ngày 20 tháng 1 năm 2021, khi ông 17 tuổi, thông qua nền tảng quyên góp của Đảng Dân chủ ActBlue. Cùng ngày Joe Biden tuyên thệ nhậm chức tổng thống thứ 46 của Hoa Kỳ. Crooks đã bỏ phiếu trong các cuộc bầu cử năm 2022 của Pennsylvania. Crooks từng theo học tại Trường trung học Bethel Park và tốt nghiệp năm 2022. Cùng năm, Crooks đã nhận được giải thưởng 500 đô la từ Sáng kiến Toán học và Khoa học Quốc gia.
Hồ sơ công khai không đưa ra bất kỳ dấu hiệu rõ ràng nào về quan điểm của Crooks; các hoạt động chính trị của ông có vẻ mâu thuẫn, không có bài đăng nào được biết đến trên các trang web truyền thông xã hội hoặc bài viết nào chỉ ra hệ tư tưởng của ông. Các nhà chức trách đã tuyên bố rằng không rõ quan điểm chính trị của ông là gì hoặc liệu nỗ lực ám sát có liên quan đến chúng hay không.
FBI cho biết rằng "không có dấu hiệu nào cho thấy bất kỳ vấn đề sức khỏe tâm thần nào" liên quan đến Crooks. Crooks được cho là đã hành động một mình. Theo các nguồn tin thực thi pháp luật, khẩu súng trường mà Crooks sử dụng đã được cha anh ta mua hợp pháp. Anh ta không có tiền án. Sau vụ nổ súng, FBI đã phát hiện ra một tài khoản mạng xã hội "được cho là có liên quan đến kẻ nổ súng" với khoảng 700 bình luận từ năm 2019 đến năm 2020. Các báo cáo liên quan đến nội dung của các bài đăng hiện không nhất trí. Một tài khoản từ Giám đốc điều hành GAB Andrew Torba cho biết các bài đăng được FBI yêu cầu từ nền tảng của ông là "chính sách nhập cư ủng hộ Biden", trong khi một tuyên bố công khai từ phó giám đốc FBI Paul Abbate mô tả hoạt động của Crooks trên các dịch vụ mạng xã hội là bài Do Thái, bài nhập cư, cực đoan và ủng hộ bạo lực chính trị. Hoạt động Internet của ông trước vụ tấn công bao gồm các tìm kiếm liên quan đến vụ xả súng tại Trường trung học Oxford năm 2021 và các chính trị gia khác cùng các sự kiện của họ.
Crooks làm việc như một trợ lý chế độ ăn uống trong bếp của một viện dưỡng lão gần đó. Một số người biết anh ta mô tả anh ta là người trầm tính, và một người bạn học cũ cho biết anh ta đã bị bắt nạt "mỗi ngày" ở trường vì mặc đồ rằn ri đến lớp. Hầu hết những người hàng xóm cũng mô tả Crooks là người trầm tính và là một "người bình thường". Crooks là thành viên của Câu lạc bộ thể thao Clairton, nơi có trường bắn súng trường dài 200 yard (180 m).
Thi thể của Crooks được đưa từ trên nóc tòa nhà. Crooks không mang theo giấy tờ tùy thân. FBI và NSD đã mở cuộc điều tra về vụ nổ súng và xác nhận danh tính của kẻ nổ súng thông qua sinh trắc học dấu vân tay và hồ sơ DNA. Cảnh sát đã di dời xác của Crooks khỏi nóc tòa nhà. Chất nổ được tìm thấy trong chiếc xe mà Crooks dùng để đi đến cuộc vận động và tại nhà của anh ta.

## Hậu quả
Vụ việc được điều tra như một vụ mưu toan ám sát. Đây là lần đầu tiên một tổng thống hoặc ứng cử viên tổng thống Hoa Kỳ hiện tại hoặc trước đây bị bắn kể từ Ronald Reagan vào năm 1981.
Trump được đưa đến Bệnh viện Butler Memorial để kiểm tra. Trump rời bệnh viện vài giờ sau đó. Đoàn xe hộ tống của ông rời bệnh viện vào khoảng 9:30 tối theo giờ miền Đông Hoa Kỳ để đến Sân bay quốc tế Pittsburgh. Trump hạ cánh xuống Sân bay quốc tế Newark Liberty ở New Jersey vào sáng sớm ngày 14 tháng 7 và ông đã nghỉ đêm tại Câu lạc bộ Golf Quốc gia Trump Bedminster. Trump tham dự Đại hội toàn quốc của Đảng Cộng hòa (RNC) vào ngày 15 tháng 7, 2024. Bộ đồng phục cứu hỏa của Comperatore, với tên được đánh vần là "Compertore", đã được mang lên sân khấu trong bài phát biểu của Trump tại RNC, với cảnh Trump hôn mũ bảo hiểm của Comperatore. Lễ tang của Comperatore được tổ chức vào ngày hôm sau, ngày 19 tháng 7, 2024, 1 ngày sau khi kết thúc RNC. Chiến dịch tranh cử của Trump đã tổ chức một chiến dịch gây quỹ GoFundMe cho những người tham gia cuộc vận động bị thương hoặc thiệt mạng, chiến dịch quyên góp đã được hơn 2 triệu đô la tính đến ngày 15 tháng 7, 2024.
Sau vụ xả súng, các cổ phiếu liên quan đến lợi ích truyền thông và công nghệ của Trump đã tăng vọt đáng kể, cũng như cổ phiếu của các công ty khác có thể hưởng lợi từ nhiệm kỳ tổng thống của Donald Trump, chẳng hạn như cổ phiếu tiền điện tử và cổ phiếu súng. Cổ phiếu của Trump Media & Technology Group tăng vọt 31%, nâng giá trị thị trường chứng khoán lên 7,7 tỷ đô la và các cổ phiếu liên quan đến tiền điện tử lớn, bao gồm Coinbase và các công ty khai thác Bitcoin Riot Platforms và Marathon Digital, đã chứng kiến mức tăng từ 11% đến 18%. Nền tảng chia sẻ video Rumble, được biết đến với sự phổ biến trong số những người xem bảo thủ, đã chứng kiến giá cổ phiếu của mình tăng vọt 21%. Những đợt tăng vọt này phản ánh sự tin tưởng ngày càng tăng của các nhà đầu tư vào cơ hội giành chiến thắng của Trump trong cuộc bầu cử tổng thống Hoa Kỳ sắp tới.
Một phát ngôn viên của Mật vụ xác nhận rằng "một sự cố đã xảy ra" và khẳng định rằng Trump "an toàn". Ngay sau đó, ông đã được kiểm tra tại một cơ sở y tế địa phương, theo phát ngôn viên chiến dịch Steven Cheung, người cũng khẳng định rằng Trump "ổn". Sau đó, Trump tuyên bố trên Truth Social rằng "[ông] đã bị bắn bằng một viên đạn xuyên qua phần trên của [ông] tai phải".
Kể lại sự kiện, Trump cho biết: "Thật không thể tin được rằng một hành động như vậy có thể diễn ra ở đất nước chúng ta. Hiện tại, người ta không biết gì về kẻ xả súng, kẻ hiện đã chết. Tôi đã bị bắn một viên đạn xuyên qua phần trên của tai phải. Tôi biết ngay rằng có điều gì đó không ổn khi tôi nghe thấy tiếng rít, tiếng súng và ngay lập tức cảm thấy viên đạn xé toạc da. Có rất nhiều máu chảy ra, vì vậy lúc đó tôi nhận ra chuyện gì đang xảy ra."
Trump sau đó kêu gọi hỗ trợ bảo vệ cho ứng cử viên độc lập Robert F. Kennedy Jr. sau vụ xả súng đến Sở Mật vụ, hai ngày sau vụ xả súng, Tổng thống Hoa Kỳ Joe Biden đã cấp cho Kennedy sự bảo vệ bởi Sở Mật vụ.
An ninh tại Trump Tower được tăng cường bởi Sở Cảnh sát Thành phố New York sau vụ việc.
Các nhà điều tra liên bang đã xác định thủ phạm.

### Bức ảnh nắm đấm của Donald Trump
Nhiếp ảnh gia Evan Vucci của hãng thông tấn Associated Press đã chụp được những bức ảnh được ca ngợi rộng rãi về một Trump đầy máu đang giơ nắm đấm lên không trung, xung quanh là các thành viên của Cơ quan Mật vụ, với một lá cờ Hoa Kỳ ở phía sau. Bức ảnh này nhanh chóng lan truyền trên mạng xã hội và truyền hình và được các đồng minh của Trump phát tán rộng rãi, bao gồm Ủy ban Thượng viện Cộng hòa Quốc gia, các thành viên gia đình và các thành viên Cộng hòa của Quốc hội. Những hình ảnh này được coi là bao hàm nam tính, sức mạnh, bản thân Donald Trump, Hoa Kỳ, cũng như cuộc chiến văn hóa đang diễn ra trong nước,..., và những bức ảnh này đã lan truyền trên các trang web truyền thông xã hội.
Một hình ảnh khác cũng được sao chép và thảo luận rộng rãi là hình ảnh của nhiếp ảnh gia Doug Mills của tờ New York Times cho thấy một viên đạn bay qua Trump.

### Điều tra
Ngay sau vụ nổ súng, nhân viên Phòng thí nghiệm FBI đã tiến hành giám định thiết bị di động trên điện thoại thông minh của anh ta, bao gồm việc vô hiệu hóa các biện pháp bảo mật của thiết bị. Theo một nhà nghiên cứu của Electronic Frontier Foundation, điều này có thể được thực hiện bằng cách sử dụng thiết bị Cellebrite hoặc một phương pháp nội bộ không được tiết lộ. Họ phát hiện ra rằng Crooks đã tìm kiếm hình ảnh của Trump, Biden và một số nhân vật công chúng khác và anh ta đã tra cứu ngày diễn ra các cuộc mít tinh của Trump và Đại hội toàn quốc của Đảng Dân chủ. Các nhà điều tra phát hiện ra rằng vào tháng 4 năm 2024, anh ta đã thực hiện các tìm kiếm về chứng rối loạn trầm cảm nặng, mặc dù vẫn chưa có xác định về việc anh ta có được chẩn đoán hay không. một bài đăng được cho là của anh ta đã được thực hiện trên nền tảng trò chơi Steam, nói rằng "Ngày 13 tháng 7 sẽ là ngày ra mắt của tôi, hãy theo dõi diễn biến". Tuy nhiên, vẫn chưa biết bài đăng đó có hợp pháp hay không. Giám đốc FBI Christopher Wray đã phát hiện ra rằng vào ngày 6 tháng 7, Crooks đã thực hiện tìm kiếm về "Oswald cách Kennedy bao xa", ám chỉ đến vụ ám sát John F. Kennedy và anh ta đã đăng ký tham gia cuộc mít tinh của Trump vào ngày đó. Ông cũng phát hiện ra rằng hai giờ trước vụ ám sát, Crooks đã lái một máy bay không người lái gần cuộc biểu tình.
Vào ngày 25 tháng 7, FBI cho biết họ muốn phỏng vấn Trump, với tư cách là nạn nhân của tội phạm, để có được lời khai của nạn nhân.

### Chỉ trích
Đội an ninh của Sở Mật vụ chịu trách nhiệm bảo vệ cựu tổng thống trong cuộc mít-tinh đã phải đối mặt với những lời chỉ trích vì không đảm bảo tiếp cận được mái tòa nhà mà Crooks đã thực hiện vụ nổ súng. Có ba cảnh sát bắn tỉa có mặt trong tòa nhà, nhưng không có ai có mặt trên mái hoặc có thể bảo vệ được. Các nguồn tin thực thi pháp luật địa phương được trang web địa phương BeaverCountian.com phỏng vấn cho biết điều này được cho là do "kế hoạch cực kỳ kém" và thiếu hụt nhân lực. Cả các nhà lập pháp Dân chủ và Cộng hòa đều bày tỏ lo ngại về những gì họ coi là sai sót hoặc giám sát khiến Trump có nguy cơ bị bắn. Sở Mật vụ tuyên bố rằng họ đã bổ sung các nguồn lực bảo vệ để phù hợp với lịch trình đi lại của chiến dịch, phản đối các tuyên bố rằng họ không cung cấp thêm sự bảo vệ theo yêu cầu cho Trump. Giám đốc Sở Mật vụ Kimberly Cheatle thừa nhận rằng sự thiếu sót này là "không thể chấp nhận được". Trong một sự đảo ngược, Sở Mật vụ sau đó đã thừa nhận đã từ chối yêu cầu từ chiến dịch tranh cử của Trump về việc tăng cường an ninh trong hai năm qua. Các yêu cầu bao gồm thêm lính bắn tỉa và các đội đặc nhiệm cho các sự kiện ngoài trời.
Một số chính trị gia và quan chức nổi tiếng, chủ yếu là Đảng Cộng hòa, lập luận rằng việc tuyển dụng DEI của chính quyền Biden đã làm tổn hại đến việc đào tạo của Sở Mật vụ. Giám đốc Sở Mật vụ Kimberly Cheatle và các nữ đặc vụ phục vụ trong đội an ninh của Trump đã phải đối mặt với sự giám sát chặt chẽ, đặc biệt là sau khi đoạn phim cho thấy một trong những đặc vụ đang vật lộn để cất vũ khí của mình được công bố.
Tổng thống Biden đã ra lệnh tiến hành một cuộc đánh giá độc lập về an ninh liên bang do Cơ quan Mật vụ cung cấp để hiểu rõ cách tay súng đã đến gần ám sát Trump như thế nào. Những phát hiện của cuộc đánh giá này sẽ được công khai. Ngoài ra, ông đã chỉ thị cho Cơ quan Mật vụ đánh giá lại tất cả các giao thức an ninh cho Đại hội toàn quốc của Đảng Cộng hòa tại Milwaukee, nơi Trump dự kiến sẽ chính thức được đề cử làm ứng cử viên của Đảng Cộng hòa cho cuộc bầu cử tổng thống vào ngày 5 tháng 11.
Ứng cử viên tổng thống độc lập Robert F. Kennedy Jr. đã được chấp thuận nhận sự bảo vệ của Mật vụ hai ngày sau vụ ám sát Trump. Kennedy trước đó đã tìm kiếm sự bảo vệ từ Mật vụ nhưng bị Bộ trưởng An ninh Nội địa Alejandro Mayorkas từ chối. Thay vào đó, Kennedy đã dựa vào một công ty an ninh tư nhân trong suốt thời gian diễn ra chiến dịch tranh cử tổng thống của mình.
Vào ngày 22 tháng 7, Cheatle đã làm chứng trước Ủy ban Giám sát và Trách nhiệm giải trình của Hạ viện Hoa Kỳ; tờ New York Times đưa tin rằng bà đã không trả lời những câu hỏi cơ bản về vụ ám sát. Các nhà lập pháp từ cả hai đảng đã kêu gọi bà từ chức. Vào ngày 23 tháng 7, đơn từ chức của Cheatle đã được công bố.
Theo tờ The New York Times, các cơ quan thực thi pháp luật hỗ trợ Sở Mật vụ vào ngày xảy ra vụ xả súng là Cảnh sát Tiểu bang Pennsylvania, Sở Cảnh sát Butler Township, Cảnh sát trưởng Quận Butler, Cục Cảnh sát Pittsburgh và các đội chiến thuật liên quận. Ủy viên Cảnh sát Tiểu bang Pennsylvania đã làm chứng rằng các sĩ quan tại sự kiện này đang bận rộn ứng phó với hơn 100 trường hợp khẩn cấp liên quan đến nhiệt độ cao và xử lý nhiều báo cáo về những cá nhân đáng ngờ tại cuộc biểu tình, điều này không được coi là bất thường.
Theo một báo cáo trên tờ New York Times, Cơ quan Mật vụ đã không chấp nhận lời đề nghị sử dụng máy bay không người lái để hỗ trợ hoạt động giám sát của họ tại địa điểm diễn ra cuộc biểu tình ở Butler.

### Thông tin sai lệch và thuyết âm mưu
Thông tin sai lệch và các thuyết âm mưu về vụ ám sát nhanh chóng lan truyền trên mạng xã hội. Các thuyết âm mưu trở nên phổ biến chỉ trong vài phút. Từ "dàn dựng" đã trở thành chủ đề thịnh hành thứ hai trên Twitter, thu hút khoảng 600 triệu lượt xem với sự trợ giúp của các tài khoản bot. Người dùng cánh tả đã đăng các thuyết âm mưu về một hoạt động "cờ giả", được gọi là "BlueAnon", ám chỉ đến QAnon. Các thuyết chưa được chứng minh bao gồm các tuyên bố rằng vụ nổ súng và máu trên người Trump là giả mạo; rằng các diễn viên khủng hoảng đã được sử dụng; rằng nạn nhân đã chết là một "'sự hy sinh'' để khiến nỗ lực này trông có vẻ thực tế hơn"; rằng vụ nổ súng nhằm mục đích cải thiện khả năng giành chiến thắng trong cuộc bầu cử của Trump; và, theo một chiến lược gia của Đảng Dân chủ, vụ nổ súng được dàn dựng bởi Đảng Cộng hòa để cải thiện hình ảnh của Trump.

## Phản ứng
Các nhà khoa học chính trị, các nhà sử học, và nhiều nhân vật chính trị của Đảng Dân chủ và Cộng hòa chỉ ra vụ nổ súng là hậu quả của sự phân cực chính trị ở Hoa Kỳ. Vụ nổ súng đã dẫn đến sự đồng cảm rộng rãi với Trump trên mạng xã hội, và những nhân vật của công chúng trên khắp quang phổ chính trị trong nước và quốc tế kêu gọi giảm căng thẳng, lên án nỗ lực ám sát.

### Tại Hoa Kỳ

#### Donald Trump
Sau khi Trump bình phục sau vụ xả súng, ông đã đăng bài trên Truth Social của mình, trong bài đăng, ông cảm ơn Sở Mật vụ và lực lượng thực thi pháp luật, cũng như kể lại trải nghiệm và dành lời chia buồn cho các nạn nhân khác trong vụ xả súng, lời tuyên bố được đưa như sau:
Tiếng Anh (gốc): I want to thank The United States Secret Service, and all of Law Enforcement, for their rapid response on the shooting that just took place in Butler, Pennsylvania. Most importantly, I want to extend my condolences to the family of the person at the Rally who was killed, and also to the family of another person that was badly injured. It is incredible that such an act can take place in our Country. Nothing is known at this time about the shooter, who is now dead. I was shot with a bullet that pierced the upper part of my right ear. I knew immediately that something was wrong in that I heard a whizzing sound, shots, and immediately felt the bullet ripping through the skin. Much bleeding took place, so I realized then what was happening. GOD BLESS AMERICA!

Tiếng Việt (được dịch): Tôi muốn cảm ơn Cơ quan Mật vụ Hoa Kỳ và toàn thể Lực lượng Thực thi Pháp luật vì đã phản ứng nhanh chóng đối với vụ xả súng vừa xảy ra ở Butler, Pennsylvania. Quan trọng nhất, tôi muốn gửi lời chia buồn đến gia đình của những người đã thiệt mạng tại Cuộc vận động, và cũng như gia đình của một người khác bị thương nặng. Thật không thể tin được rằng một hành động như vậy có thể xảy ra ở Đất nước chúng ta. Hiện tại, chúng ta chưa biết gì về kẻ xả súng, kẻ hiện đã chết. Tôi đã bị bắn một viên đạn xuyên qua phần trên của tai phải. Tôi biết ngay rằng có điều gì đó không ổn khi tôi nghe thấy tiếng rít, tiếng súng, và ngay lập tức cảm thấy viên đạn xé toạc da. Có rất nhiều máu đã chảy xuống, vì vậy lúc đó tôi mới nhận ra điều gì đang xảy ra. CHÚA PHÙ HỘ NƯỚC MỸ!—  Donald Trump

#### Tổng thống
Tổng thống Joe Biden đã trả lời trong một bài phát biểu rằng: "Không có chỗ cho loại bạo lực này ở Mỹ. Nó thật bệnh hoạn. Nó thật bệnh hoạn. Đó là một trong những lý do tại sao chúng ta phải đoàn kết đất nước này. Chúng ta không thể để điều này xảy ra. Chúng ta không thể như thế này. Chúng ta không thể dung túng cho điều này... Mọi người phải lên án nó." Nhà Trắng cũng đã đưa ra một tuyên bố trước đó từ Biden rằng ông "biết ơn khi nghe" rằng Trump vẫn an toàn.
Cựu Tổng thống George W. Bush gọi vụ xả súng là "hèn nhát" và khen ngợi Sở Mật vụ vì phản ứng của họ. Cựu Tổng thống Barack Obama đã đăng dòng tweet "Không có chỗ cho bạo lực chính trị trong nền dân chủ của chúng ta" và chúc Trump sớm bình phục. Cựu Tổng thống Bill Clinton và cựu Ngoại trưởng, ứng cử viên tổng thống Đảng Dân chủ năm 2016 Hillary Clinton cũng lên án vụ tấn công. Carter Center, do cựu tổng thống Jimmy Carter thành lập, đã lên án vụ tấn công và kêu gọi người Mỹ "chấp nhận sự lịch sự".

#### Các nhân viên quan chức
Mitt Romney, người đang giữ chức Thượng nghị sĩ Hoa Kỳ đến từ Utah, từng đảm nhiệm chức Thống đốc ở Massachusetts và cũng như từng ra tranh cử tổng thống Hoa Kỳ năm 2012 đối đầu với tổng thống hồi đó Barack Obama. Đăng tweet trên trang mạng X rằng: "Nhẹ nhõm khi cựu Tổng thống vẫn an toàn và khỏe mạnh. Thật vô lý và bi thảm khi có người thực hiện hành động tàn ác và độc ác như vậy. Biết ơn phản ứng nhanh chóng của các mật vụ. Đây là một ngày vô cùng buồn đối với nước Mỹ."
Thượng nghị sĩ Cộng hòa J. D. Vance—sau này được chọn làm bạn đồng hành của Trump—đổ lỗi cho lời lẽ chính trị của chiến dịch Biden, trong khi Thượng nghị sĩ Cộng hòa Tim Scott đổ lỗi cho thông điệp của "phe cánh tả cấp tiến và phương tiện truyền thông doanh nghiệp".
Mike Pence, người từng là Phó Tổng thống Hoa Kỳ dưới thời Trump (2017–2021) và đã đưa ra một nỗ lực cạnh tranh với Trump trong cuộc bầu cử sơ bộ của Đảng Cộng hòa năm 2024, đã đưa ra một tuyên bố rằng "Karen và tôi cảm ơn Chúa vì Tổng thống Trump đã an toàn và đang hồi phục sau vụ ám sát hụt ngày hôm qua", ca ngợi Cơ quan Mật vụ vì phản ứng nhanh chóng của họ mà Pence cho rằng "chắc chắn đã cứu được nhiều mạng người", đồng thời nói thêm "Không có chỗ cho bạo lực chính trị ở Mỹ và nó phải bị lên án trên toàn thế giới".

#### Người nổi tiếng

##### Doanh nghiệp
Người sáng lập Amazon Jeff Bezos tweet trên X rằng: "Cựu Tổng thống của chúng ta đã thể hiện sự duyên dáng và lòng dũng cảm to lớn trong làn đạn đêm nay. Thật biết ơn vì ông được an toàn và thật buồn cho các nạn nhân và gia đình họ."
Tổng giám đốc điều hành của Apple Tim Cook tweet trên X rằng: "Tôi cầu nguyện cho Tổng thống Trump mau chóng bình phục. Tôi xin gửi lời chia buồn tới ông, các nạn nhân khác và gia đình Trump. Tôi lên án mạnh mẽ hành động bạo lực này."

### Quốc tế
Nhiều lãnh đạo trên Thế giới bày tỏ lên án cũng như chúc Trump, bao gồm: Josep Borrell, Người đứng đầu chính sách đối ngoại của Liên minh châu Âu, Thủ tướng Anh Keir Starmer, nhà lãnh đạo Hungary Viktor Orban, Thủ tướng Ý Giorgia Meloni, Tổng thống Ukraina Volodymyr Zelenskyy, Thủ tướng Ấn Độ Narendra Modi, Thủ tướng Nhật Bản Fumio Kishida, Tổng thống Đài Loan Lại Thanh Đức, Thủ tướng Úc Anthony Albanese, Thủ tướng New Zealand Chris Luxon, Thủ tướng Israel Benjamin Netanyahu, Tổng thống Chile Gabriel Boric, Tổng thống Philippines Bongbong Marcos, Tổng thống Mexico Andrés Manuel López Obrador, lãnh đạo Trung Quốc Tập Cận Bình, Tổng thống Brasil Luiz Inacio Lula da Silva, Tổng thống Bolivia Luis Arce, Tổng thống Hàn Quốc Yoon Suk Yeol, Thủ tướng Hà Lan Dick Schoof, Thủ tướng Thụy Điển Ulf Kristersson, Thủ tướng Thái Lan Srettha Thavisin, Thủ tướng Singapore Hoàng Tuần Tài, và Tổng thống Ai Cập Abdel Fattah El-Sisi.